# NGC 2989
NGC 2989 é uma galáxia espiral (Sbc) localizada na direcção da constelação de Hydra. Possui uma declinação de -18° 22' 28" e uma ascensão recta de 9 horas, 45 minutos e 25,2 segundos.
A galáxia NGC 2989 foi descoberta em 12 de Fevereiro de 1836 por John Herschel.